# 1781 Van Biesbroeck
1781 Van Biesbroeck је астероид главног астероидног појаса чија средња удаљеност од Сунца износи 2,395 астрономских јединица (АЈ).
Апсолутна магнитуда астероида је 12,7.